# Hanseatic Help
Hanseatic Help ist eine Hilfsorganisation, die seit Herbst 2015 bedürftige Personen unterstützt und dabei kostenlos Kleidung und andere Artikel des täglichen Bedarfs an Geflüchtete, Obdachlose, Frauenhäuser, Kinderheime und weitere gemeinnützige Träger und Organisationen in Hamburg und in anderen Bundesländern verteilt. Der Verein versorgt jedoch nicht nur über 300 Einrichtungen für Hilfsbedürftige in und um Hamburg, sondern liefert Hilfsgüter auch in Krisenregionen wie Syrien und den Nordirak. Das Motto des Vereins ist „einfach machen“.

## Geschichte

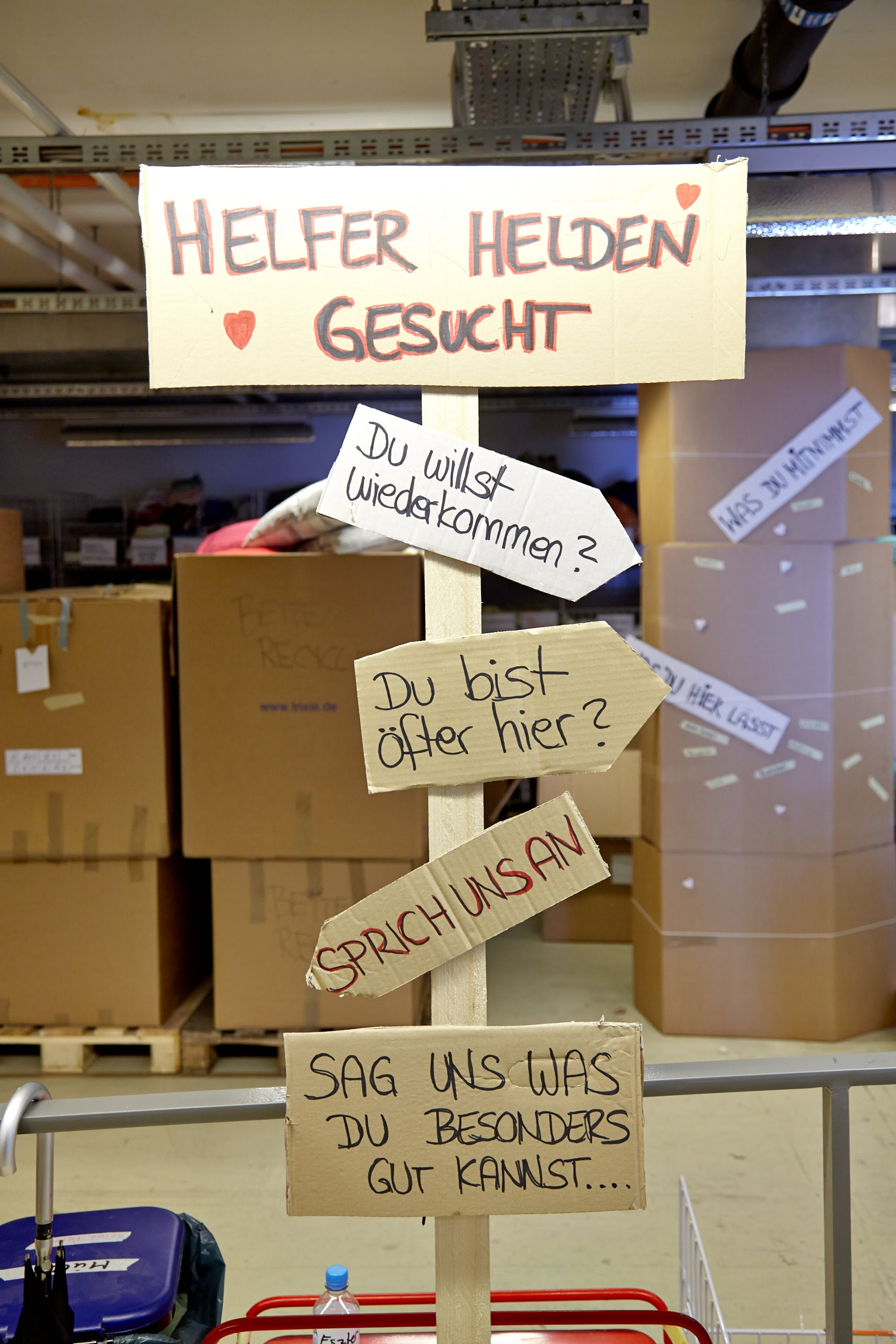
Helfer

Im August 2015 wurde in einer Hamburger Zeitung ein Aufruf zu Sachspenden für Flüchtlinge veröffentlicht. Der Aufruf war so erfolgreich, dass eine Hamburger Messehalle als vorläufiges Lager eingerichtet wurde. Es wurden Koffer, Taschen und Kisten voll mit Kleidung, Schuhen, Bettwäsche und Hygieneartikeln gespendet und für die Erstaufnahmeunterkünfte der Stadt sortiert. Als Basis, um einen festen Rahmen für den Freiwilligeneinsatz zu schaffen, wurde im Oktober 2015 der gemeinnützige Verein Hanseatic Help gegründet.
Die Versorgung der Geflüchteten in Hamburg mit Kleidung, Schuhen und Hygieneartikeln war erst der Anfang. Das Projekt wuchs schnell, sodass bald nicht mehr nur Geflüchtete, sondern Hilfsbedürftige in vielen weiteren Einrichtungen in und um Hamburg versorgt werden konnten.
Nachdem die Hamburger Messehallen wieder ihrer eigentlichen Verwendung zugeführt werden mussten, zog Hanseatic Help im Dezember 2015 zunächst übergangsweise nach Hamburg-Bramfeld und im April 2016 in den jetzigen Standort in der großen Elbstraße in Hamburg-Altona.
In den Folgejahren entwickelte sich Hanseatic Help von einer lokalen Initiative zu einer überregional agierenden Nichtregierungsorganisation, die neben Hilfsaktionen für Geflüchtete und Menschen in Krisengebieten unter anderem auch Projekte wie Containerwohnungen für Obdachlose initiierte.

## Tätigkeitsfelder
Es werden neben der hamburgweiten Versorgung diverser Organisationen ganze Containerladungen an Kleidung und Schuhen, die gespendet, aber derzeit nicht benötigt werden, in Krisengebiete geliefert. Bisherige Bestimmungsorte waren unter anderem Ukraine, Syrien, Haiti, Griechenland, Bosnien, Sierra Leone oder Nordirak.

## Aktionen
- Viele Menschen lassen nach einem Festivalbesuch ihre Zelte, Isomatten und Schlafsäcke auf dem Gelände zurück. Hanseatic Help sammelt diese Hilfsgüter auf dem Hurricane Festival und dem Deichbrand Festival ein, reinigt sie und gibt sie unter dem Motto „Nach Sommer kommt kalt“ dann an Bedürftige weiter.[13]
- Im australischen Fernsehen wurde über die Flüchtlingswelle in Deutschland berichtet. Ein Unternehmer spendete daraufhin 60.000 Winterjacken an Hanseatic Help zur deutschlandweiten Verteilung.[14]
- Im Jahr 2016 werden in Zusammenarbeit mit der Heilsarmee 12 Wohncontainer für obdachlose Menschen aufgestellt und ausgestattet. Diese stehen seitdem auf dem Gelände der Heilsarmee in Großborstel.[15]
- Die Räume von Hanseatic Help werden regelmäßig zur Fläche für verschiedenste Events umfunktioniert. Unter dem Label „Helpphilharmonie“ zum Beispiel für kleine Konzerte von Bosse, Rolf Zuckowski, Odeville oder SoFar Sounds. Ebenfalls war „die lange Nacht der Zeit“ bereits zu Gast. Lesungen, Filmabende oder Diskussionsabende finden ebenfalls regelmäßig statt.[16]
- Seit 2019 ist Hanseatic Help einer von vier Minderheitsgesellschafter des „GoBanyo Duschbusses“, der obdachlosen Menschen mobile Duschen und andere Möglichkeiten zur Körperhygiene bietet.[17]
- Hanseatic Help ist in Kontakt mit zahlreichen Organisationen, um mit Hilfsgütern zu unterstützen (zum Beispiel die Kleiderkammer in der Seemannsmission Duckdalben, Arbeiter-Samariter Bund, fördern&wohnen oder die Tafeln der Stadt).
- Hanseatic Help ist als Logistik-Partner Teil des Corona-Hilfs-Bündnisses „Hamburg packt’s zusammen“, an dem sich mehr als 25 Hamburger Unternehmen, u. a. Beiersdorf, Edeka, Budnikowsky oder Tchibo beteiligen.[18]
- Gemeinsam mit Budnikowsky sammelt Hanseatic Help unter dem Motto „Fairer Schulstart“ jedes Jahr Schulranzen für Kinder aus finanziell schwächer gestellten Familien.[19]

## Auszeichnungen
- Marion Dönhoff Förderpreis 2016[20]
- Preisträger im Wettbewerb „Aktiv für Demokratie und Toleranz“ des Bündnis für Demokratie und Toleranz 2016 und 2019[21]
- startsocial-Sonderpreis 2017[22]
- Bürgerpreis des Zentralausschusses Hamburgischer Bürgervereine von 1886 für besonderes Engagement 2019
- 3. Platz beim Smart Hero Award für „Gemeinschaft & Zusammenhalt“ 2019[23]
- Landessieger Deutscher Nachbarschaftspreis für „Gemeinsame Sache“ 2020[24]
- Siegel für ausgezeichnetes Engagement durch GoVolunteer 2020 und 2021[25]